# Françoise Schervier
Françoise Schervier (Aix-la-Chapelle, 3 janvier 1819 - Aix-la-Chapelle, 14 décembre 1876) est une religieuse rhénane fondatrice des sœurs des pauvres de Saint François et reconnue bienheureuse par l'Église catholique.

## Biographie
Françoise (en allemand Franziska) Schervier est née à Aix-la-Chapelle le 8 janvier 1819, dans une famille aisée dont le père, le fabricant Johann Heinrich Schervier, était vice-maire de la ville,. Sa mère, née Marie-Louise Migeon, fille de Jean-Baptiste Migeon, mourut de tuberculose en 1832.
Soucieuse de la question sociale dans un esprit de charité chrétienne, à une époque où la Rhénanie s'industrialise, Françoise Schervier entre dans le Tiers-Ordre franciscain en 1845 et fonde une congrégation religieuse à Aix-la-Chapelle, les sœurs des pauvres de Saint François approuvées par l'archevêque de Cologne, Mgr Johannes von Geissel, en 1851. Sa congrégation est rattachée à l'ordre franciscain.
La congrégation se voue à l'assistance aux pauvres et aux malades. Très vite elle connaît une expansion rapide. Une fondation ouvre à Cincinnati aux États-Unis en 1858 pour assister les immigrés allemands, suivie par plusieurs dans les États de New York et du New Jersey. Pendant ses visites dans les hôpitaux américains, Françoise Schervier sert d'infirmière aux soldats blessés pendant la Guerre de Sécession. Au cours de la guerre franco-allemande de 1870, les religieuses tiennent des hôpitaux de campagne pour soigner les blessés.
La branche masculine est créée en 1857 par le frère Johannes Höver qui fonde une congrégation laïque masculine destinée à l'éducation des orphelins sous le nom de Pauvres Frères de Saint-François-Séraphique.
Souffrant d'asthme, mère Françoise dit être guérie à Lourdes en 1870. Elle meurt le 14 décembre 1876 à Aix-la-Chapelle. sa congrégation compte déjà 700 religieuses. Elle est enterrée au cimetière de l'Est d'Aix-la-Chapelle.
Elle est béatifiée par le pape Paul VI à Rome le 28 avril 1974. À l'époque, les religieuses issues de la fondation de Mère Françoise Schervier étaient au nombre de 1 700.
Depuis l'autonomie de la Province des États-Unis en 1959, la congrégation s'est divisée en deux branches :
- Les pauvres Sœurs de Saint François, dont la maison-mère est à Aix-la-Chapelle
- Les sœurs Franciscaines des Pauvres, dont la maison-mère est à Brooklyn (New York)